# Dion Ignacio
Dion Joseph Ignacio (* 28. März 1986 in Siniloan, Provinz Laguna, Philippinen) ist ein philippinischer Schauspieler.

## Filmografie (Auswahl)

### Fernsehserien
- 2003: StarStruck
- 2003: Stage 1: The Starstruck Playhouse
- 2003: Stage 1: Live
- 2004/2010: SOP Rules
- 2004/2006: SOP Gigsters
- 2004/2005: Joyride
- 2005/2006: Sugo (Dario)
- 2006: Now and Forever: Linlang (Danny Villamonte)
- 2006/2007: Bakekang (Aldrin Sandoval)
- 2007/2008: Zaido: Pulis Pangkalawakan (Thor Mentor)
- 2008: Babangon Ako't Dudurugin Kita (Pablo)
- 2008: Sine Novela: Saan Darating Ang Umaga (Raul Agoncillo)
- 2009: SRO Cinemaserye: The Eva Castillo Story (Jimboy)
- 2009: Sine Novela: Ngayon at Kailanman (Dags de Leon)
- 2010: Sine Novela: Ina, Kasusuklaman Ba Kita? (Rav Montenegro-Asuncion)
- 2010: Diva (Jay-Z)
- 2011: My Lover, My Wife (Jordan Castro)
- 2011/2012: Amaya (Kuling)
- 2012: The Good Daughter (Paul Noche)
- 2012/2013: Magdalena (Abel Soriano)
- 2013: Maghihintay Pa Rin (Orlando "Orly" Ramirez)
- 2014: Innamorata (Dencio)
- 2015: Kailan Ba Tama ang Mali? (Oliver Mallari)
- 2015/2016: MariMar (Nicandro Mejia)
- 2016: Magkaibang Mundo (Jeffrey Dizon)

### Filme
- 2005: Mulawin The Movie
- 2006: Moments of Love